# No.3 (албум)
No.3 је трећи албум сарајевске групе Валентино, а уједно и њивох најбоље икада снимљен.
Албум је сниман у студију „Rockoko” у истој постави као и претходни, укључујући и женске пратеће вокале дуо „Вреле усне”. Концепцијски је веома сличан ранијим остварењима, а продукцију је радио Никша Братош. Са свега осам песама и нешто више од 40 минута трајања, доноси незаборавне мелодије попут „Не дај ми да говорим у сну (Не, не, не, не)”, „Ока твоја два”, „Када сам први пут видио тебе” и „Кад ме више не буде”.
Мало након изласка албума, Суад Јакирлић одлази у војску, а по повратку постаје асистент на Машинском факултету, а Никша Братош иако постаје пуноправни члан Црвене јабуке, наставља сарадњу са групом. 
Валентино су:
- Зијо Валентино (гитара)
- Јака Валентино (вокал)
- Емчика Валентино (бас)
- Куфи Валентино (бубњеви)
- Никша Валентино (клавијатуре, гитаре, саксофон)

## Списак песама
1. Нема је нема
2. Не дај ми да говорим у сну (Не, не, не, не)
3. Лова ми не треба
4. Када сам први пут видио тебе
5. Ока твоја два
6. Не бринем за нас
7. Нисам се продао
8. Кад ме више не буде

Музика, текстови и аранжмани: Зијо и Мико